# Natação no Campeonato Mundial de Esportes Aquáticos de 2011 - 100 m peito masculino
A prova dos 100 metros nado peito masculino da natação no Campeonato Mundial de Esportes Aquáticos de 2011 ocorreu nos dias 24 de julho e 25 de julho no Shanghai Oriental Sports Center  em Xangai.

## Recordes
Antes desta competição, os recordes mundiais e do campeonato nesta prova eram os seguintes:
| Tipo                  | Atleta          | Tempo | Local | Data                |
| --------------------- | --------------- | ----- | ----- | ------------------- |
|                       | Brenton Rickard | 58.58 | Roma  | 27 de julho de 2009 |
| Recorde do campeonato | Brenton Rickard | 58.58 | Roma  | 27 de julho de 2009 |

## Medalhistas
| Ouro                     | Prata                | Bronze                      |
| Alexander Dale Oen (NOR) | Fabio Scozzoli (ITA) | Cameron van der Burgh (RSA) |

## Resultados

### Eliminatórias
88 nadadores  de 63 nações participaram da prova. Os 16 melhores competidores se classificaram para as semifinais.
| Pos. | Bateria | Raia | Nadador               | Nacionalidade  | Tempo   | Notas |
| ---- | ------- | ---- | --------------------- | -------------- | ------- | ----- |
| 1    | 10      | 4    | Alexander Dale Oen    | Noruega        | 59.71   | Q     |
| 2    | 9       | 2    | Glenn Snyders         | Nova Zelândia  | 59.94   | Q,    |
| 3    | 11      | 4    | Kosuke Kitajima       | Japão          | 59.96   | Q     |
| 4    | 10      | 3    | Felipe França Silva   | Brasil         | 1:00.01 | Q     |
| 5    | 9       | 6    | Fabio Scozzoli        | Itália         | 1:00.14 | Q     |
| 6    | 9       | 3    | Mark Gangloff         | Estados Unidos | 1:00.29 | Q     |
| 7    | 11      | 3    | Christian Sprenger    | Austrália      | 1:00.35 | Q     |
| 8    | 9       | 4    | Ryo Tateishi          | Japão          | 1:00.37 | Q     |
| 9    | 9       | 5    | Hugues Duboscq        | França         | 1:00.38 | Q     |
| 10   | 11      | 5    | Cameron van der Burgh | África do Sul  | 1:00.39 | Q     |
| 11   | 11      | 7    | Dániel Gyurta         | Hungria        | 1:00.40 | Q     |
| 12   | 10      | 8    | Giedrius Titenis      | Lituânia       | 1:00.41 | Q     |
| 13   | 10      | 5    | Brenton Rickard       | Austrália      | 1:00.48 | Q     |
| 14   | 11      | 1    | Hendrik Feldwehr      | Alemanha       | 1:00.70 | Q     |
| 15   | 10      | 7    | Michael Jamieson      | Reino Unido    | 1:00.79 | Q     |
| 16   | 10      | 1    | Lennart Stekelenburg  | Países Baixos  | 1:00.86 | Q     |
| 17   | 9       | 7    | Roman Sludnov         | Rússia         | 1:00.91 |       |
| 18   | 11      | 8    | Andrew Dickens        | Canadá         | 1:01.18 |       |
| 19   | 8       | 8    | Dragos Arache         | Roménia        | 1:01.19 |       |
| 20   | 8       | 4    | Igor Borysik          | Ucrânia        | 1:01.25 |       |
| 20   | 8       | 2    | Mattia Pesce          | Itália         | 1:01.25 |       |
| 22   | 10      | 2    | Christian vom Lehn    | Alemanha       | 1:01.26 |       |
| 23   | 8       | 6    | Xie Zhi               | China          | 1:01.30 |       |
| 24   | 11      | 2    | Felipe Lima           | Brasil         | 1:01.37 |       |
| 25   | 11      | 6    | Mihail Alexandrov     | Estados Unidos | 1:01.41 |       |
| 26   | 8       | 5    | Kristopher Gilchrist  | Reino Unido    | 1:01.46 |       |
| 27   | 7       | 1    | Jakob Sveinsson       | Islândia       | 1:01.51 |       |
| 28   | 8       | 1    | Valerii Dymo          | Ucrânia        | 1:01.52 |       |
| 29   | 7       | 6    | Matjaž Markič         | Eslovênia      | 1:01.56 |       |
| 30   | 7       | 5    | Laurent Carnol        | Luxemburgo     | 1:01.57 |       |

| Ver o restante da classificação | Ver o restante da classificação | Ver o restante da classificação | Ver o restante da classificação | Ver o restante da classificação | Ver o restante da classificação | Ver o restante da classificação |
| Pos.                            | Bateria                         | Raia                            | Nadador                         | Nacionalidade                   | Tempo                           | Notas                           |
| ------------------------------- | ------------------------------- | ------------------------------- | ------------------------------- | ------------------------------- | ------------------------------- | ------------------------------- |
| 31                              | 6                               | 5                               | Čaba Silađi                     | Sérvia                          | 1:01.59                         |                                 |
| 32                              | 9                               | 8                               | Anton Lobanov                   | Rússia                          | 1:01.64                         |                                 |
| 33                              | 7                               | 3                               | Damir Dugonjic                  | Eslovênia                       | 1:01.69                         |                                 |
| 34                              | 10                              | 6                               | Neil Versfeld                   | África do Sul                   | 1:01.72                         |                                 |
| 35                              | 5                               | 8                               | Petr Bartunek                   | Chéquia                         | 1:01.75                         |                                 |
| 36                              | 7                               | 4                               | Chen Cheng                      | China                           | 1:01.81                         |                                 |
| 37                              | 6                               | 3                               | Choi Kyu-Woong                  | Coreia do Sul                   | 1:01.83                         |                                 |
| 38                              | 8                               | 3                               | Vladislav Polyakov              | Cazaquistão                     | 1:01.85                         |                                 |
| 39                              | 7                               | 7                               | Hunor Mate                      | Áustria                         | 1:01.88                         |                                 |
| 40                              | 6                               | 6                               | Edgar Crespo                    | Panamá                          | 1:01.94                         |                                 |
| 41                              | 7                               | 2                               | Akos Molnar                     | Hungria                         | 1:02.11                         |                                 |
| 42                              | 5                               | 4                               | Carlos Almeida                  | Portugal                        | 1:02.13                         | Recorde nacional                |
| 43                              | 8                               | 7                               | Dawid Szulich                   | Polónia                         | 1:02.24                         |                                 |
| 44                              | 5                               | 1                               | Miguel Ferreira                 | Venezuela                       | 1:02.29                         | Recorde nacional                |
| 45                              | 4                               | 3                               | Gal Nevo                        | Israel                          | 1:02.32                         |                                 |
| 46                              | 6                               | 7                               | Lovro Bilonić                   | Croácia                         | 1:02.44                         |                                 |
| 47                              | 9                               | 1                               | Barry Murphy                    | Irlanda                         | 1:02.50                         |                                 |
| 48                              | 5                               | 5                               | Malick Fall                     | Senegal                         | 1:02.55                         |                                 |
| 49                              | 5                               | 6                               | Sandeep Sejwal                  | Índia                           | 1:02.62                         |                                 |
| 50                              | 5                               | 7                               | Tomas Klobucnik                 | Eslováquia                      | 1:02.69                         |                                 |
| 51                              | 6                               | 1                               | Omer Aslanoglu                  | Turquia                         | 1:02.71                         |                                 |
| 51                              | 6                               | 8                               | Jakob Dorch                     | Suécia                          | 1:02.71                         |                                 |
| 53                              | 4                               | 4                               | Jorge Murillo                   | Colômbia                        | 1:02.73                         |                                 |
| 54                              | 6                               | 2                               | Martti Aljand                   | Estónia                         | 1:02.78                         |                                 |
| 55                              | 7                               | 8                               | Panagiotis Samilidis            | Grécia                          | 1:02.80                         |                                 |
| 56                              | 5                               | 2                               | Genaro Britez                   | Paraguai                        | 1:03.44                         |                                 |
| 57                              | 5                               | 3                               | David Oliver Mercado            | México                          | 1:03.57                         |                                 |
| 58                              | 6                               | 4                               | Indra Gunawan                   | Indonésia                       | 1:03.80                         |                                 |
| 59                              | 4                               | 6                               | Amini Fonua                     | Tonga                           | 1:04.02                         |                                 |
| 60                              | 4                               | 7                               | Azad Al-Barazi                  | Síria                           | 1:04.23                         |                                 |
| 61                              | 4                               | 2                               | Nabil Kebbab                    | Argélia                         | 1:04.50                         |                                 |
| 61                              | 4                               | 1                               | Rodion Davelaar                 | Antilhas Holandesas             | 1:04.50                         |                                 |
| 63                              | 3                               | 5                               | Timothy Ferris                  | Zimbabwe                        | 1:04.76                         | Recorde nacional                |
| 64                              | 4                               | 8                               | Julian Fletcher                 | Bermudas                        | 1:05.00                         |                                 |
| 65                              | 3                               | 4                               | Diego Santander                 | Chile                           | 1:05.72                         |                                 |
| 66                              | 3                               | 3                               | Juan Guerra                     | El Salvador                     | 1:05.88                         |                                 |
| 67                              | 3                               | 1                               | Diguan Pigot                    | Suriname                        | 1:06.00                         |                                 |
| 68                              | 3                               | 8                               | Andrea Agius                    | Malta                           | 1:06.13                         | Recorde nacional                |
| 69                              | 3                               | 6                               | Mubarak Al Besher               | Emirados Árabes Unidos          | 1:06.70                         |                                 |
| 70                              | 2                               | 4                               | Jordy Groters                   | Aruba                           | 1:06.88                         |                                 |
| 71                              | 3                               | 7                               | Oluseyi Fatayi-Williams         | Nigéria                         | 1:07.57                         |                                 |
| 72                              | 2                               | 5                               | Benjamin Schulte                | Guam                            | 1:07.62                         |                                 |
| 73                              | 2                               | 6                               | Wael Koubrousli                 | Líbano                          | 1:09.11                         |                                 |
| 74                              | 2                               | 3                               | Tarco Liobet                    | Bolívia                         | 1:09.80                         |                                 |
| 75                              | 3                               | 2                               | Shajahan Ali                    | Bangladesh                      | 1:10.22                         |                                 |
| 76                              | 2                               | 1                               | Mamitina Ramanantsoa            | Madagáscar                      | 1:11.96                         |                                 |
| 77                              | 2                               | 2                               | Indra Rakotondrazanaka          | Madagáscar                      | 1:13.38                         |                                 |
| 78                              | 2                               | 8                               | Mamadou Fofana                  | Mali                            | 1:16.86                         |                                 |
| 79                              | 1                               | 4                               | Fdingue Ekane                   | Camarões                        | 1:19.30                         |                                 |
| 80                              | 2                               | 7                               | Ruslan Oliftaev                 | Tajiquistão                     | 1:25.82                         |                                 |
| 81                              | 1                               | 3                               | Thierry Videgni                 | Benim                           | 1:34.34                         |                                 |
| 82                              | 4                               | 5                               | Mohammad Alirezaei              | Irão                            | DNS                             |                                 |
| 83                              | 1                               | 5                               | Mohamed Camara                  | Guiné                           | DSQ                             |                                 |

- ↑1   Mohammad Alirezaei foi puxado para fora de sua raia, pois o  israelita Gal Nevo foi classificado para nadar na mesma raia [2] O Irã não reconhece Israel como um país.

### Semifinal
Estes são os resultados das semifinais. 

#### Semifinal 1
| Pos. | Raia | Nadador               | Nacionalidade  | Tempo   | Notas |
| ---- | ---- | --------------------- | -------------- | ------- | ----- |
| 1    | 2    | Cameron van der Burgh | África do Sul  | 1:00.07 | Q     |
| 2    | 3    | Mark Gangloff         | Estados Unidos | 1:00.19 | Q     |
| 3    | 7    | Giedrius Titenis      | Lituânia       | 1:00.26 | Q     |
| 4    | 6    | Ryo Tateishi          | Japão          | 1:00.36 |       |
| 5    | 8    | Lennart Stekelenburg  | Países Baixos  | 1:00.50 |       |
| 6    | 4    | Glenn Snyders         | Nova Zelândia  | 1:00.59 |       |
| 7    | 5    | Felipe França Silva   | Brasil         | 1:00.73 |       |
| 8    | 1    | Hendrik Feldwehr      | Alemanha       | 1:00.91 |       |

#### Semifinal 2
| Pos. | Raia | Nadador            | Nacionalidade | Tempo   | Notas |
| ---- | ---- | ------------------ | ------------- | ------- | ----- |
| 1    | 4    | Alexander Dale Oen | Noruega       | 59.37   | Q     |
| 2    | 5    | Kosuke Kitajima    | Japão         | 59.77   | Q     |
| 3    | 3    | Fabio Scozzoli     | Itália        | 59.83   | Q,    |
| 4    | 1    | Brenton Rickard    | Austrália     | 1:00.04 | Q     |
| 5    | 7    | Dániel Gyurta      | Hungria       | 1:00.23 | Q,    |
| 6    | 6    | Christian Sprenger | Austrália     | 1:00.44 |       |
| 7    | 2    | Hugues Duboscq     | França        | 1:00.56 |       |
| 8    | 8    | Michael Jamieson   | Reino Unido   | 1:00.93 |       |

### Final
Estes são os resultados da final.
| Pos.              | Raia | Nadador               | Nacionalidade  | Tempo   | Notas            |
| ----------------- | ---- | --------------------- | -------------- | ------- | ---------------- |
| Medalha de ouro   | 4    | Alexander Dale Oen    | Noruega        | 58.71   | Recorde nacional |
| Medalha de prata  | 3    | Fabio Scozzoli        | Itália         | 59.42   | Recorde nacional |
| Medalha de bronze | 2    | Cameron van der Burgh | África do Sul  | 59.49   |                  |
| 4                 | 5    | Kosuke Kitajima       | Japão          | 1:00.03 |                  |
| 5                 | 6    | Brenton Rickard       | Austrália      | 1:00.11 |                  |
| 6                 | 1    | Dániel Gyurta         | Hungria        | 1:00.25 |                  |
| 6                 | 8    | Giedrius Titenis      | Lituânia       | 1:00.25 |                  |
| 8                 | 7    | Mark Gangloff         | Estados Unidos | 1:00.52 |                  |

Legenda
| Recorde mundial       | Recorde mundial (World record)               |                       | Recorde africano                      | Recorde africano (African) |                                           | Q | Classificado por posição (Qualified) |
| Recorde do campeonato | Recorde do campeonato (Championship record)  | Recorde da América    | Recorde da América (Americas)         | q                          | Classificado por melhor tempo (Qualified) |   |                                      |
| Melhor marca do ano   | Melhor marca do ano (World leading)          | Recorde asiático      | Recorde asiático (Asian)              | DNS                        | Não largou (Did not start)                |   |                                      |
| Recorde nacional      | Recorde nacional (National record)           | Recorde europeu       | Recorde europeu (European)            | DNF                        | Não terminou (Did not finish)             |   |                                      |
| Recorde pessoal       | Recorde pessoal do atleta (Personal best)    | Recorde da Oceania    | Recorde da Oceania (Oceania)          | DSQ / DQ                   | Desclassificado (Disqualified)            |   |                                      |
| Recorde da temporada  | Recorde da temporada do atleta (Season best) | Recorde sul-americano | Recorde sul-americano (South America) | NM                         | Sem marca (No mark)                       |   |                                      |